# Sergio Carpanesi
Sergio Carpanesi (La Spezia, 22 marzo 1936) è un allenatore di calcio ed ex calciatore italiano, di ruolo centrocampista.

## Caratteristiche tecniche

### Giocatore
Giocava come mediano.

## Carriera

### Giocatore

Carpanesi (accosciato, secondo da destra) nella SPAL del 1960-1961

Iniziò a giocare alla Spezia in una squadra denominata Carpanesi Boys della Spezia e approdò alla Fiorentina nel 1953. Con i viola esordì in Serie A il 13 maggio 1956 a Ferrara contro la SPAL segnando il gol della vittoria. Al termine di quel campionato la Fiorentina, guidata da Fulvio Bernardini, si laureò campione d'Italia e vinse anche il torneo internazionale Coppa Grasshoppers. A Firenze restò fino al 1959, giocando complessivamente 31 partite di campionato e 2 di Coppa Italia; perse la finale di Coppa Italia 1958.
Nel campionato successivo passò al Palermo in prestito e, dopo un campionato da titolare, tornò a Firenze, per essere poi ceduto a quella SPAL contro la quale aveva esordito e segnato in Serie A, in cambio della metà di Dante Micheli. Dopo 34 presenze e 2 reti in maglia biancazzurra, l'anno successivo, assieme al portiere Enzo Matteucci, passò, per una grossa cifra che Paolo Mazza era riuscito a spuntare, alla Roma. 
Con i giallorossi disputò 158 partite nel corso di sei campionati, vincendo anche la Coppa delle Fiere nell'autunno del 1961 e la Coppa Italia nel 1964. Passò poi, nel 1967, alla Sampdoria in Serie A, per poi concludere nel 1971 la sua carriera in Serie C con l'Anconitana di Mario David assieme a Beniamino Di Giacomo e divenendo anche capitano dei dorici. Infine disputò una stagione con l'Angelana in Serie D prima di chiudere con il calcio giocato nel 1972.
Da calciatore ha disputato anche 3 gare in Nazionale giovanile.

### Allenatore
Successivamente sarà allenatore di Serie B e Serie C con il Monza, il Prato (con primo posto nel campionato di Serie C2 nel 1982-1983), lo Spezia e il Pisa e la Maceratese.
Viene chiamato alla guida dello Spezia nell'estate del 1985; ad un certo punto della stagione il club ligure si ritrova senza presidente visto che Pietro Rossetto viene arrestato. La società, sull'orlo del fallimento, potrebbe essere messa in mora dai giocatori, e a parte il bomber Pitino che opterà per andarsene, tutti gli altri restano firmando un patto d'acciaio interno e con lo stesso tecnico. La squadra ottiene 2º posto che voleva dire promozione in Serie C1. Esonerato a fine stagione, Carpanesi si riprende la panchina dello Spezia subentrando a sua volta al posto di Gian Piero Ventura e ottenendo la salvezza con un turno d'anticipo pareggiando 0-0 nel vecchio stadio Sada di Monza mentre Carrarese e Piacenza pareggiavano tra loro.
Nel 1988-1989 Carpanesi sfiora la promozione in Serie B dopo aver conquistato il titolo d'inverno, la squadra perde punti nel girone di ritorno e risulterà decisivo il 3-1 rimediato a Lucca all'ultima giornata di campionato.

## Statistiche

### Statistiche da allenatore
In grassetto le competizioni vinte.
| Stagione            | Squadra           | Campionato        | Campionato | Campionato | Campionato | Campionato | Coppe nazionali | Coppe nazionali | Coppe nazionali | Coppe nazionali | Coppe nazionali | Coppe continentali | Coppe continentali | Coppe continentali | Coppe continentali | Coppe continentali | Altre coppe | Altre coppe | Altre coppe | Altre coppe | Altre coppe | Totale | Totale | Totale | Totale | % Vittorie |
| Stagione            | Squadra           | Comp              | G          | V          | N          | P          | Comp            | G               | V               | N               | P               | Comp               | G                  | V                  | N                  | P                  | Comp        | G           | V           | N           | P           | G      | V      | N      | P      | %          |
| ------------------- | ----------------- | ----------------- | ---------- | ---------- | ---------- | ---------- | --------------- | --------------- | --------------- | --------------- | --------------- | ------------------ | ------------------ | ------------------ | ------------------ | ------------------ | ----------- | ----------- | ----------- | ----------- | ----------- | ------ | ------ | ------ | ------ | ---------- |
| 1973-1974           | Maceratese        | D                 | 34         | 13         | 8          | 13         | -               | -               | -               | -               | -               | -                  | -                  | -                  | -                  | -                  | -           | -           | -           | -           | -           | 34     | 13     | 8      | 13     | 38,24      |
| 1974-1975           | Maceratese        | D                 | 34         | 12         | 12         | 10         | -               | -               | -               | -               | -               | -                  | -                  | -                  | -                  | -                  | -           | -           | -           | -           | -           | 34     | 12     | 12     | 10     | 35,29      |
| 1975-1976           | Maceratese        | D                 | 34         | 9          | 13         | 12         | -               | -               | -               | -               | -               | -                  | -                  | -                  | -                  | -                  | -           | -           | -           | -           | -           | 34     | 9      | 13     | 12     | 26,47      |
| Totale Maceratese   | Totale Maceratese | Totale Maceratese | 102        | 34         | 33         | 35         |                 | -               | -               | -               | -               |                    | -                  | -                  | -                  | -                  |             | -           | -           | -           | -           | 102    | 34     | 33     | 35     | 33,33      |
| 1978-1979           | Lecco             | C1                | 34         | 7          | 17         | 10         | CI-S            | 4               | 1               | 1               | 2               | -                  | -                  | -                  | -                  | -                  | -           | -           | -           | -           | -           | 38     | 8      | 18     | 12     | 21,05      |
| nov. 1979-gen. 1980 | Pisa              | B                 | 10         | 5          | 2          | 3          | CI              | 0               | 0               | 0               | 0               | -                  | -                  | -                  | -                  | -                  | -           | -           | -           | -           | -           | 10     | 5      | 2      | 3      | 50,00      |
| lug.-nov. 1980      | Monza             | B                 | 10         | 0          | 5          | 5          | CI              | 4               | 1               | 0               | 3               | -                  | -                  | -                  | -                  | -                  | -           | -           | -           | -           | -           | 14     | 1      | 5      | 8      | &7,14      |
| 1982-1983           | Prato             | C2                | 34         | 19         | 12         | 3          | CI-C            | 8               | 3               | 3               | 2               | -                  | -                  | -                  | -                  | -                  | -           | -           | -           | -           | -           | 42     | 22     | 15     | 5      | 52,38      |
| 1982-feb. 1983      | Prato             | C1                | 22         | 4          | 8          | 10         | CI-C            | 6               | 2               | 2               | 2               | -                  | -                  | -                  | -                  | -                  | -           | -           | -           | -           | -           | 28     | 6      | 10     | 12     | 21,43      |
| Totale Prato        | Totale Prato      | Totale Prato      | 56         | 23         | 20         | 13         |                 | 14              | 5               | 5               | 4               |                    | -                  | -                  | -                  | -                  |             | -           | -           | -           | -           | 70     | 28     | 25     | 17     | 40,00      |
| 1985-1986           | Spezia            | C2                | 34         | 13         | 17         | 4          | CI-C            | 6               | 1               | 1               | 4               | -                  | -                  | -                  | -                  | -                  | -           | -           | -           | -           | -           | 40     | 14     | 18     | 8      | 35,00      |
| dic. 1986-1987      | Spezia            | C1                | 22         | 7          | 9          | 6          | CI-C            | 2               | 0               | 1               | 1               | -                  | -                  | -                  | -                  | -                  | -           | -           | -           | -           | -           | 24     | 7      | 10     | 7      | 29,17      |
| 1987-1988           | Spezia            | C1                | 34         | 12         | 15         | 7          | CI-C            | 8               | 4               | 2               | 2               | -                  | -                  | -                  | -                  | -                  | -           | -           | -           | -           | -           | 42     | 16     | 17     | 9      | 38,10      |
| 1988-1989           | Spezia            | C1                | 34         | 15         | 12         | 7          | CI+CI-C         | 5+2             | 0               | 1+2             | 4+0             | -                  | -                  | -                  | -                  | -                  | -           | -           | -           | -           | -           | 41     | 15     | 15     | 11     | 36,59      |
| 1989-mar. 1990      | Spezia            | C1                | 24         | 7          | 9          | 8          | CI+CI-C         | 1+6             | 0+4             | 0+1             | 1+1             | -                  | -                  | -                  | -                  | -                  | -           | -           | -           | -           | -           | 31     | 11     | 10     | 10     | 35,48      |
| gen.-giu. 1991      | Mantova           | C1                | 19         | 2          | 5          | 12         | CI+CI-C         | 0               | 0               | 0               | 0               | -                  | -                  | -                  | -                  | -                  | -           | -           | -           | -           | -           | 19     | 2      | 5      | 12     | 10,53      |
| nov. 1995-1996      | Spezia            | C1                | 22+2       | 5          | 8+2        | 9          | CI-C            | 0               | 0               | 0               | 0               | -                  | -                  | -                  | -                  | -                  | -           | -           | -           | -           | -           | 24     | 5      | 10     | 9      | 20,83      |
| lug.-ott. 1996      | Spezia            | C1                | 6          | 1          | 3          | 2          | CI-C            | 2               | 0               | 2               | 0               | -                  | -                  | -                  | -                  | -                  | -           | -           | -           | -           | -           | 8      | 1      | 5      | 2      | 12,50      |
| Totale Spezia       | Totale Spezia     | Totale Spezia     | 176+2      | 60         | 73+2       | 43         |                 | 32              | 9               | 10              | 13              |                    | -                  | -                  | -                  | -                  |             | -           | -           | -           | -           | 210    | 69     | 85     | 56     | 32,86      |
| Totale carriera     | Totale carriera   | Totale carriera   | 409        | 134        | 160        | 115        |                 | 54              | 16              | 16              | 22              |                    | -                  | -                  | -                  | -                  |             | -           | -           | -           | -           | 463    | 150    | 176    | 137    | 32,40      |

## Palmarès

### Giocatore

#### Competizioni nazionali
- Campionato italiano: 1

Fiorentina: 1955-1956
- Coppa Italia: 1

Roma: 1963-1964

#### Competizioni internazionali
- Coppa Grasshoppers: 1

Fiorentina: 1952-1957
- Coppa delle Fiere: 1

Roma: 1960-1961
- Coppa dell'Amicizia italo-francese: 1

Fiorentina: 1959

### Allenatore

#### Competizioni nazionali
- Campionato italiano Serie C2: 1

Prato: 1982-1983 (girone A)